# Geant4

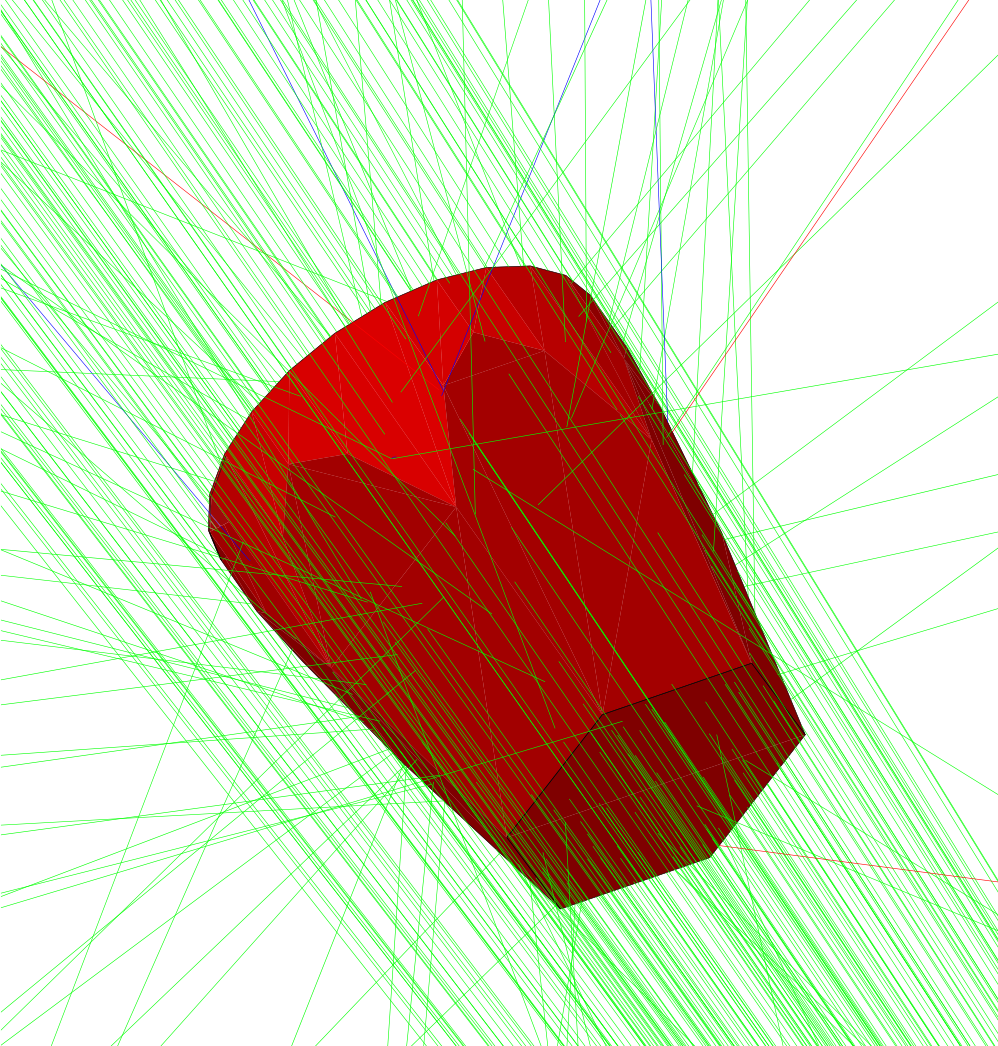
Geant4模拟粒子（绿色）穿过探测器（红色）

Geant4（GEometry ANd Tracking，几何和跟踪）是由欧洲核子研究组织（CERN）基于C++面向对象技术开发的蒙特卡罗应用软件包，用于模拟粒子在物质中输运的物理过程。相对于MCNP、EGS等商业软件来说，它的主要优点是源代码完全开放，用户可以根据实际需要更改、扩充Geant4程序。

## 历史
CERN和KEK（日本高能加速器研究機構）在1993年曾经研究如何在Geant3中使用现代化的计算机技术，后来CERN的探测器研究委员会组织了来自欧洲、俄罗斯、加拿大、日本和美国的几十个实验室、高校和研究机构的超过100名科学家和工程师进行合作，基于C++语言，利用面向对象的程序设计技术对已有的模拟程序进行了重新构造。这项工程被称为RD44，初步研究在1998年12月完成，随后在1999年2月Geant4建立了起来，并且在不断的发展和完善过程中得到了用户的支持和维护。目前Geant4已经广泛应用于核物理、核技术、空间物理、医学研究等领域。

## 特点
Geant4分为许多模块，分别负责处理几何跟踪，探测器响应，运行管理，可视化和用户界面。对许多物理模拟来说，这意味可以在实现细节上花费较少时间，使得研究者可以立刻着手从事模拟工作中重要的方面。
以下是这些模块所实现功能的总结：
- 几何：是对实验的物理布局的定义，包括探测器，吸收体的形状、大小、材料等；
- 跟踪：通过追踪粒子穿过介质时发生的物理过程（碰撞、反应、吸收等），确定粒子的路径和状态；
- 探测器响应：记录到达探测器的粒子的信息，预测真实探测器将会做出何种反应；
- 运行管理：记录每一次运行（由一系列事件组成）中的信息，在多次运行之间可以对运行参数进行设置；
- Geant4提供包括OpenGL在内的一系列可视化接口，以及基于Tcsh的交互界面。

## 应用
由于具有良好的通用性和扩展能力，Geant4在涉及微观粒子与物质相互作用的诸多领域获得了广泛应用。
- 应用，用于模拟太空环境中宇宙射线对飞行器设备的损害；
- 微电子学，研究电离作用对微电子器件的影响；
- 辐射医学，模拟放射线对生物体组织的各种效应;
- 屏蔽计算，对光子、中子等粒子经过屏蔽层后衰减程度以及在屏蔽层中产生的能量沉积等进行研究。